# 가스용기

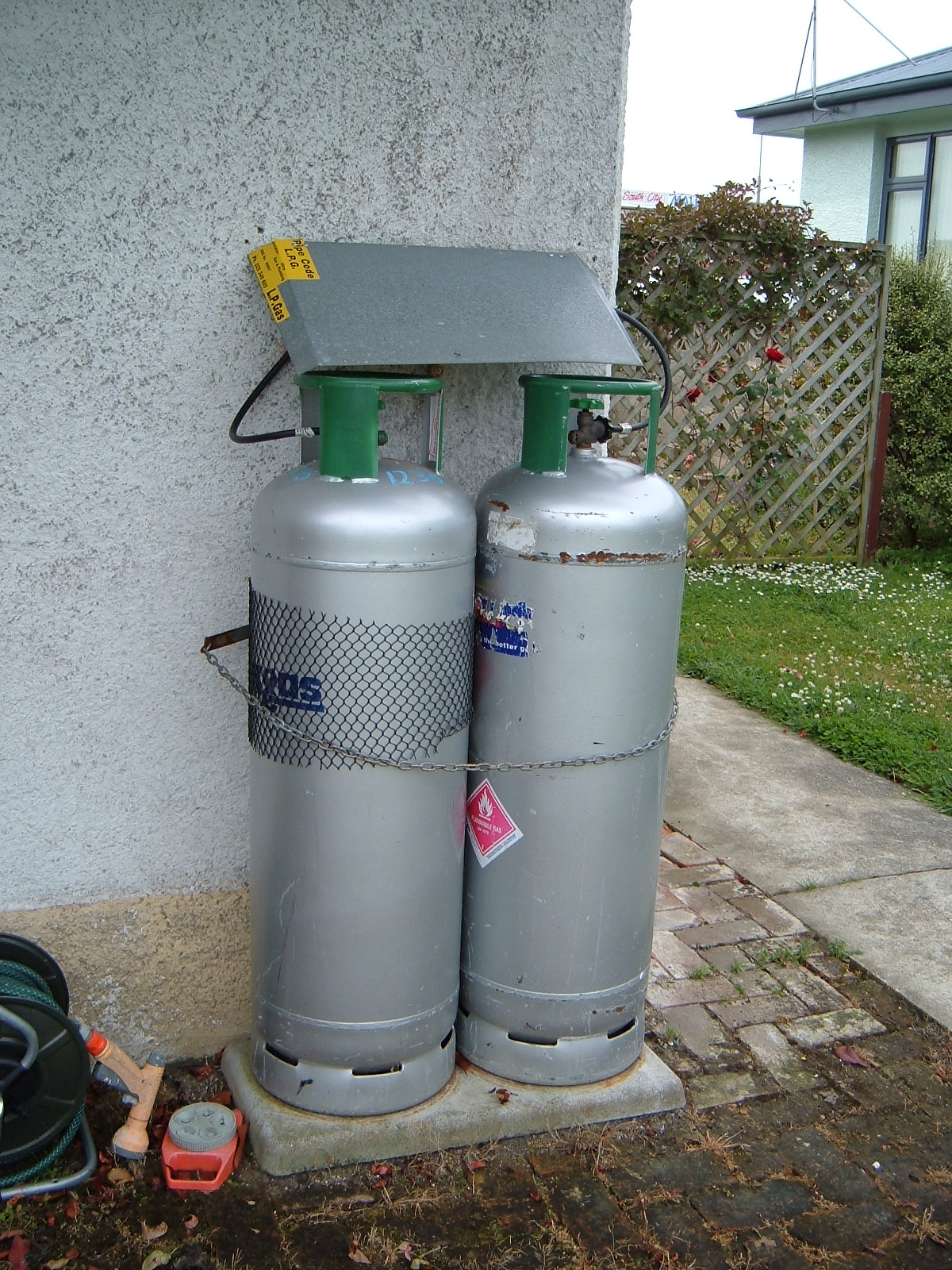

가스용기(-容器) 또는 가스 실린더(영어: Gas cylinder)는 기체를 대기압 이상으로 저장 또는 운반할 때 사용되는 완전 밀폐가 가능한 용기이다. 내부는 높은 압력으로 되어 있는 것이 많아, 철강 등의 금속으로 튼튼하게 만들어져 있다. 고압의 가스 용기는 내부 물질이 액체 또는 용해된 상태로 존재할 수 있다.